# Zone de secours Anvers
 (juillet 2025).
(nl) Hulpverleningszone Antwerpen
La zone de secours Anvers, en néerlandais hulpverleningszone Antwerpen, est l'une des 34 zones de secours de Belgique et l'une des cinq zones de la province d'Anvers.
Elle couvre les communes d'Anvers, de Wijnegem et de Zwijndrecht. Elle est la plus petite zone du pays en termes de superficie avec 230,19 km2..

## Histoire
Comme toutes les zones de secours de Belgique, la zone de secours d'Anvers fut créée par la loi du 15 mai 2007 adoptant la réforme de la sécurité civile belge qui fait suite à la catastrophe de Ghislenghien. Auparavant, les pompiers étaient gérés à l'échelon communal par le Bourgmestre qui en était le responsable. A ce titre, Anvers était l'un des cinq corps de classe X du royaume.
Le 31 décembre 1994 s’est produit l'Incendie du Switel, du nom de l'hôtel homonyme, situé au centre de la ville d'Anvers. Il y eut 15 morts et 168 blessés, ce qui en fait l'un des incendies majeurs de l'histoire récente de la Belgique.

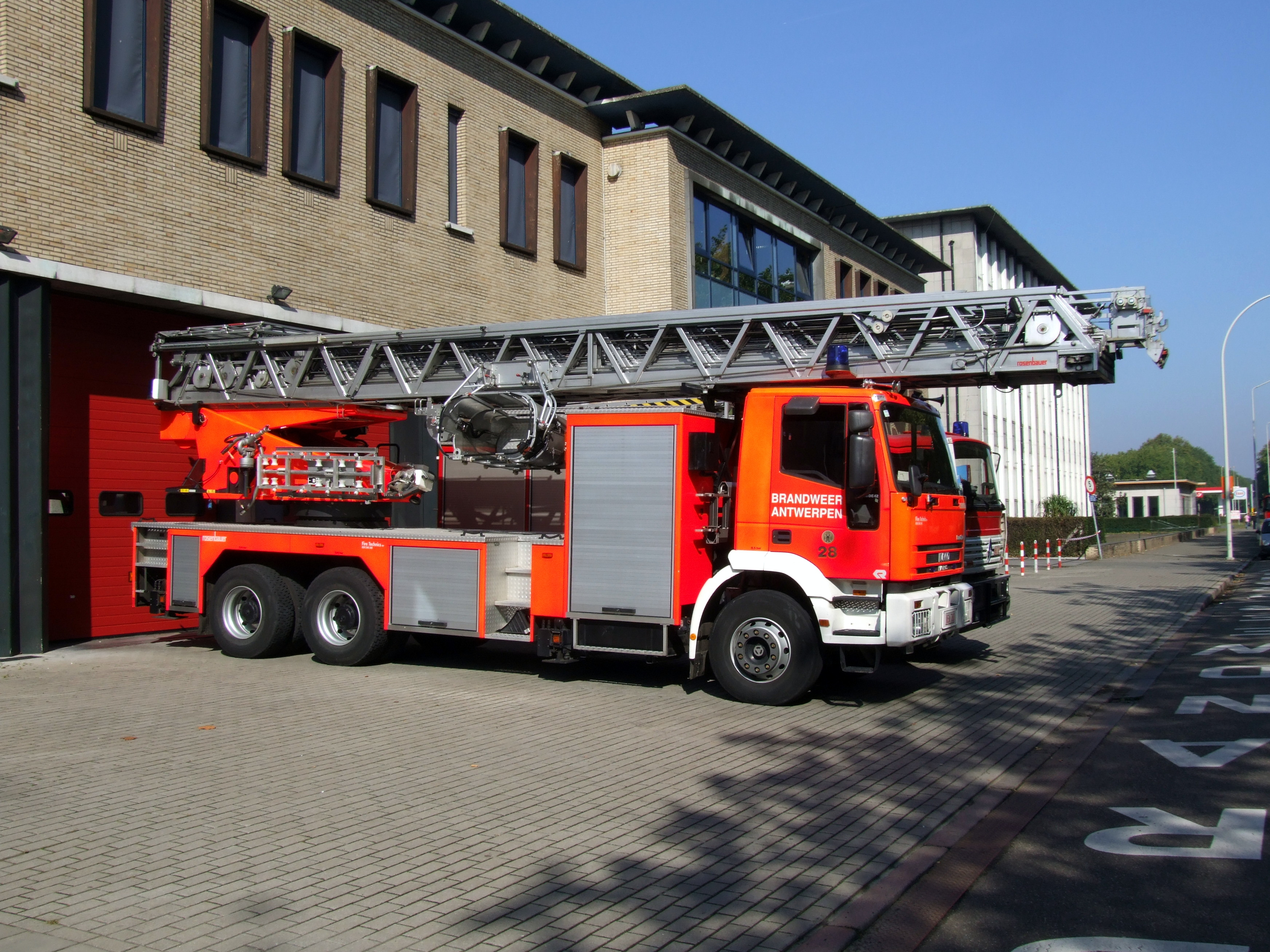
Auto-échelle sur châssis Iveco Eurofire.
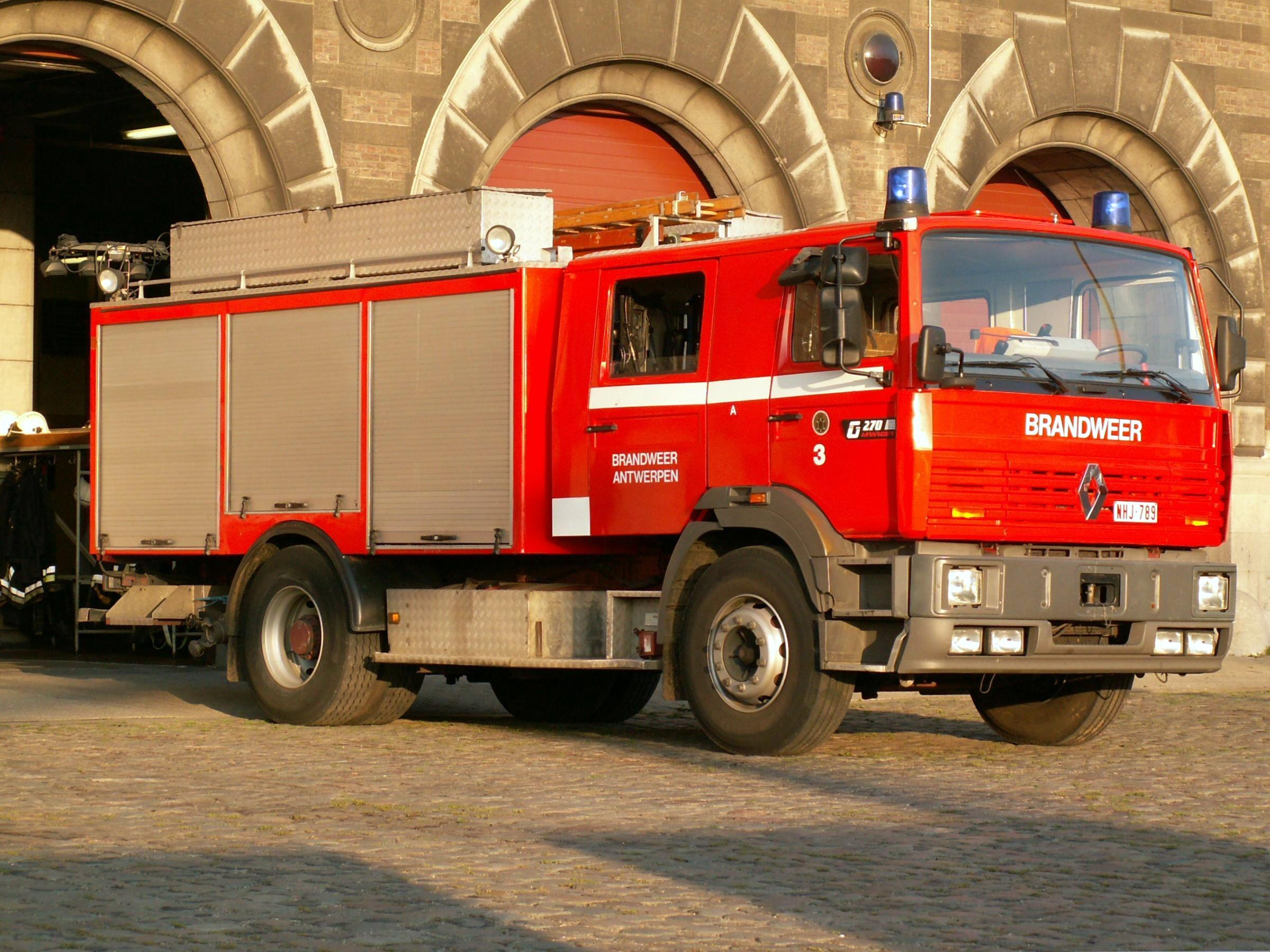
Autopompe des pompiers d'Anvers sur châssis Renault gamme G.
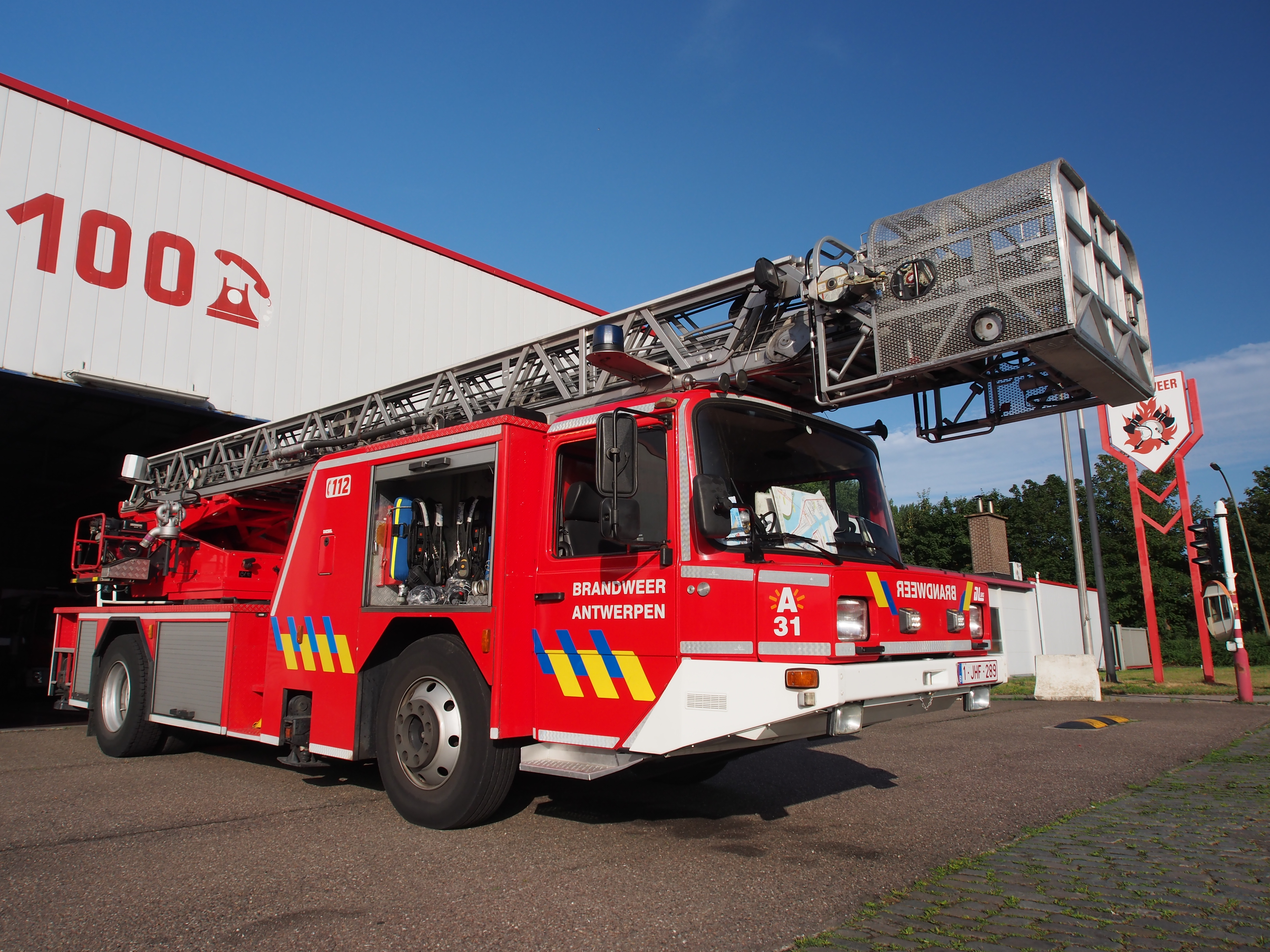
Auto-échelle de la caserne de Lillo, protégeant le nord de la ville et le port d'Anvers.

## Caractéristiques
La zone de secours Anvers-Zwijndrecht est la zone qui se compose du plus petit nombre de communes avec uniquement 3 communes protégées: celles d'Anvers, de Wijnegem et de Zwijndrecht. Cependant, Anvers étant la commune la plus peuplée du pays avec 506 922 habitants en 2012, elle couvre une grande population et des risques très spécifiques comme ceux des industries située autour du port d'Anvers ainsi que du port en lui-même.
Il est a noté que bon nombre d’entreprises spécifiques possèdent leurs propres services de pompiers privés, notamment dans le secteur de la pétrochimie.
La zone couvre 525 600 habitants sur une superficie de 230,19 km2. Elle ne comprend qu'un seul des 251 anciens service d'incendie : celui d'Anvers.

### Communes protégées
La zone de secours  couvre les 3 communes suivantes: 
Anvers, Wijnegem et Zwijndrecht

### Casernes
Voir aussi: Liste des services d'incendie belges
La zone dispose de 8 casernes, appelés postes: 
- Poste de Berendrecht
- Poste Centre
- Poste de Deurne
- Poste Lillo
- Poste de Linkeroever
- Poste Nord
- Poste Sud
- Poste de Wilrijk

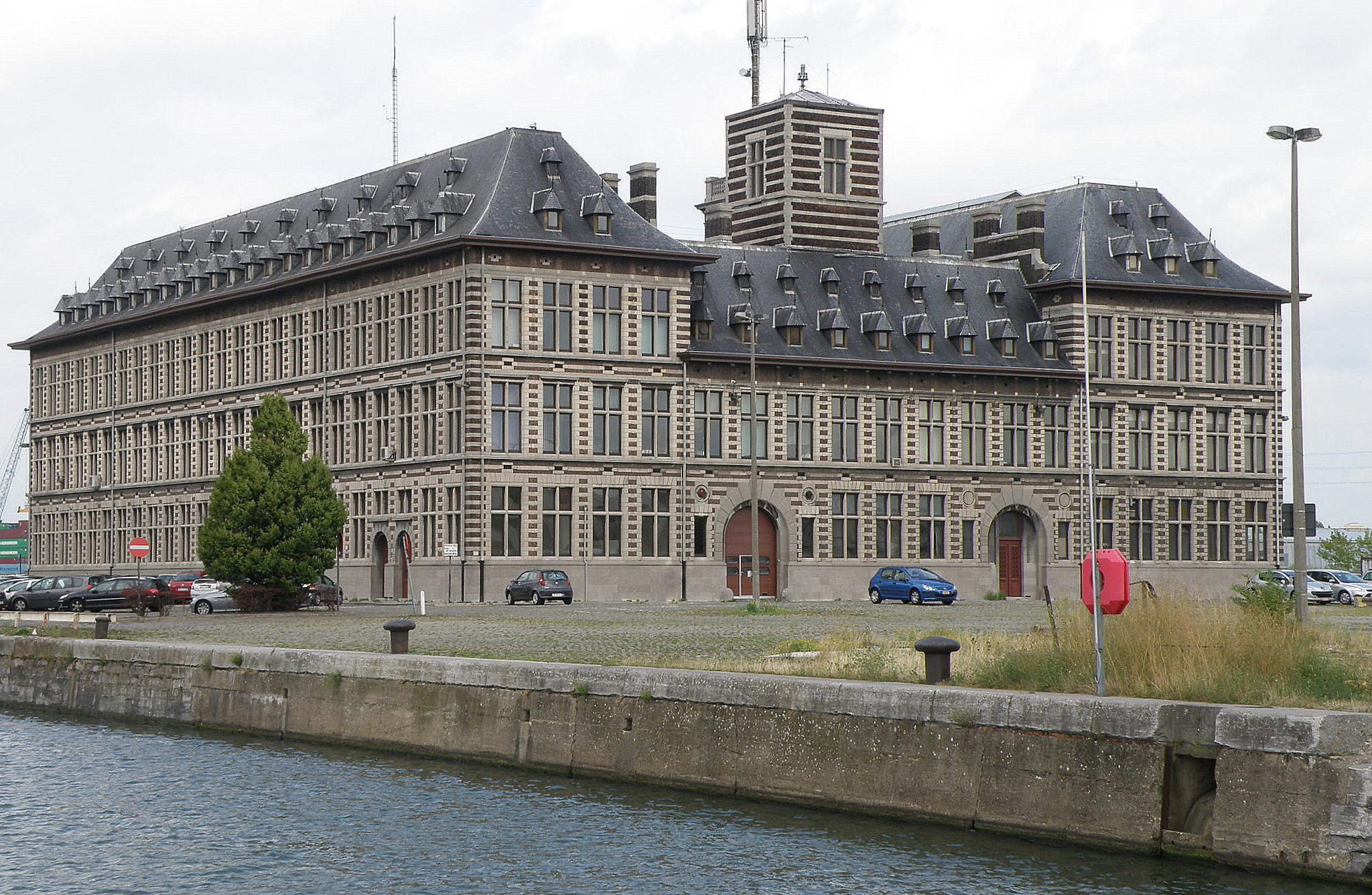
L'ancienne caserne état-major des pompiers d'Anvers, située sur Siberiastraat.
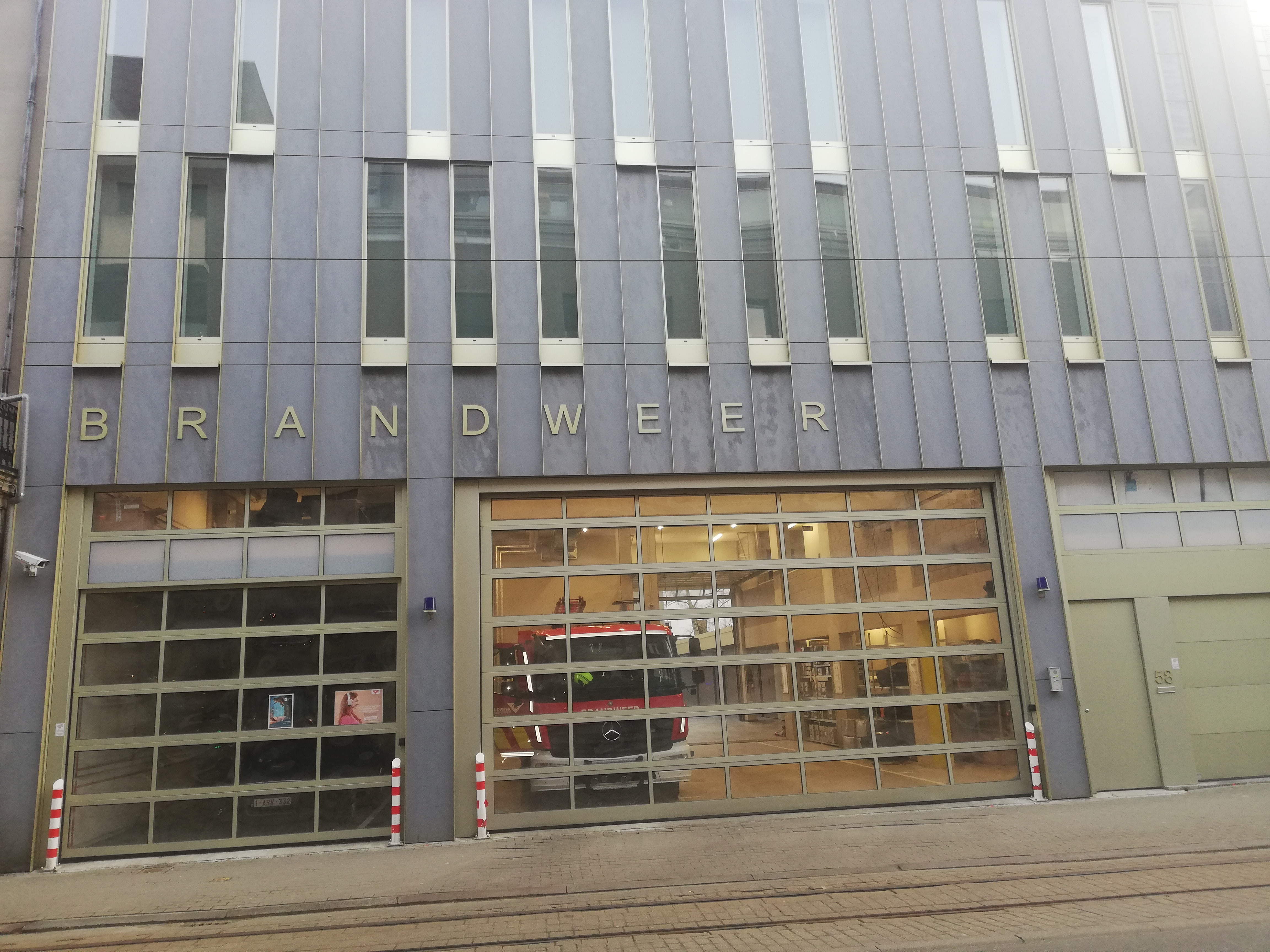
Le poste Centre, sur Sint-Jacobsmarkt.
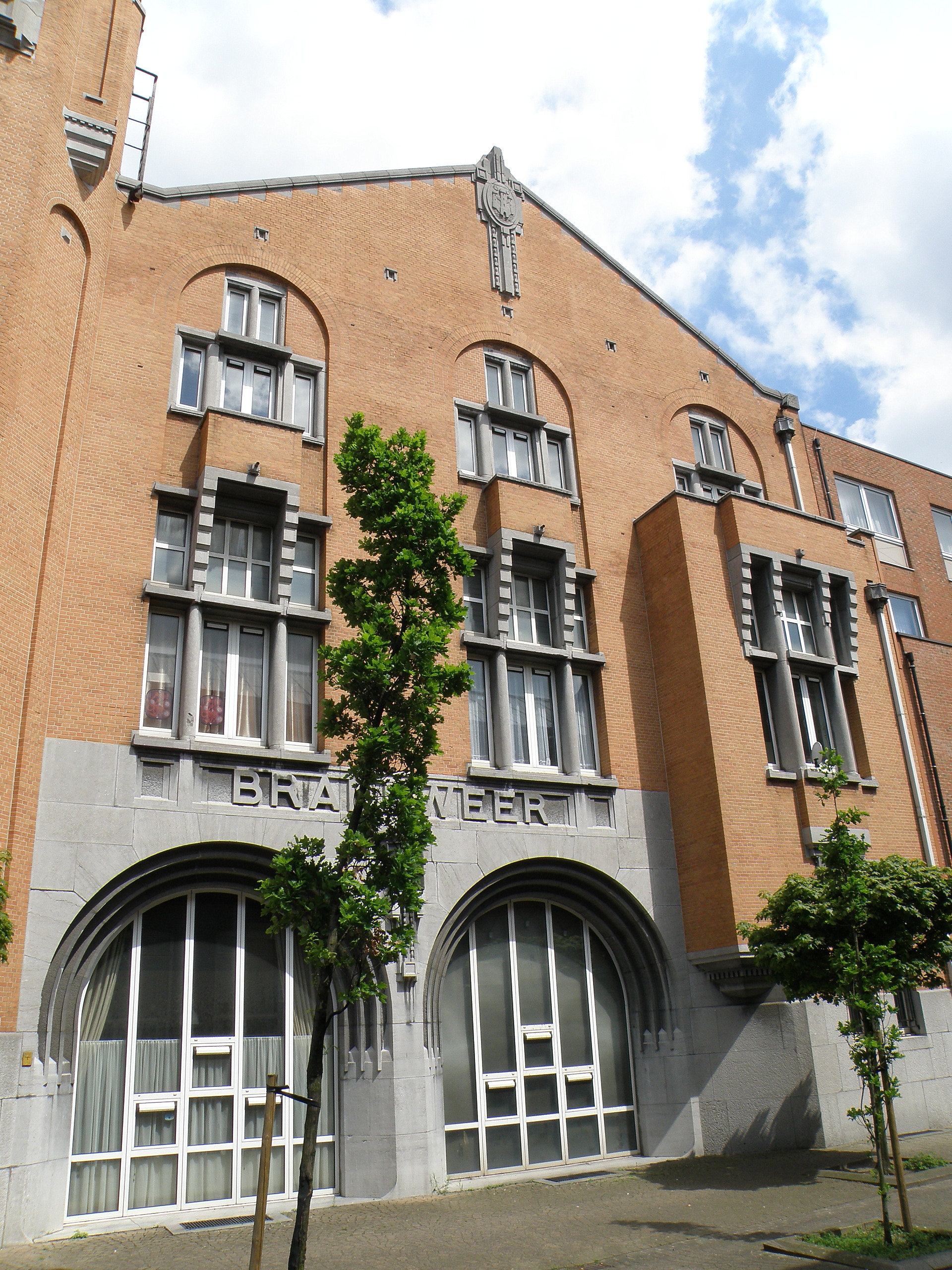
La caserne située sur Halenstraat.
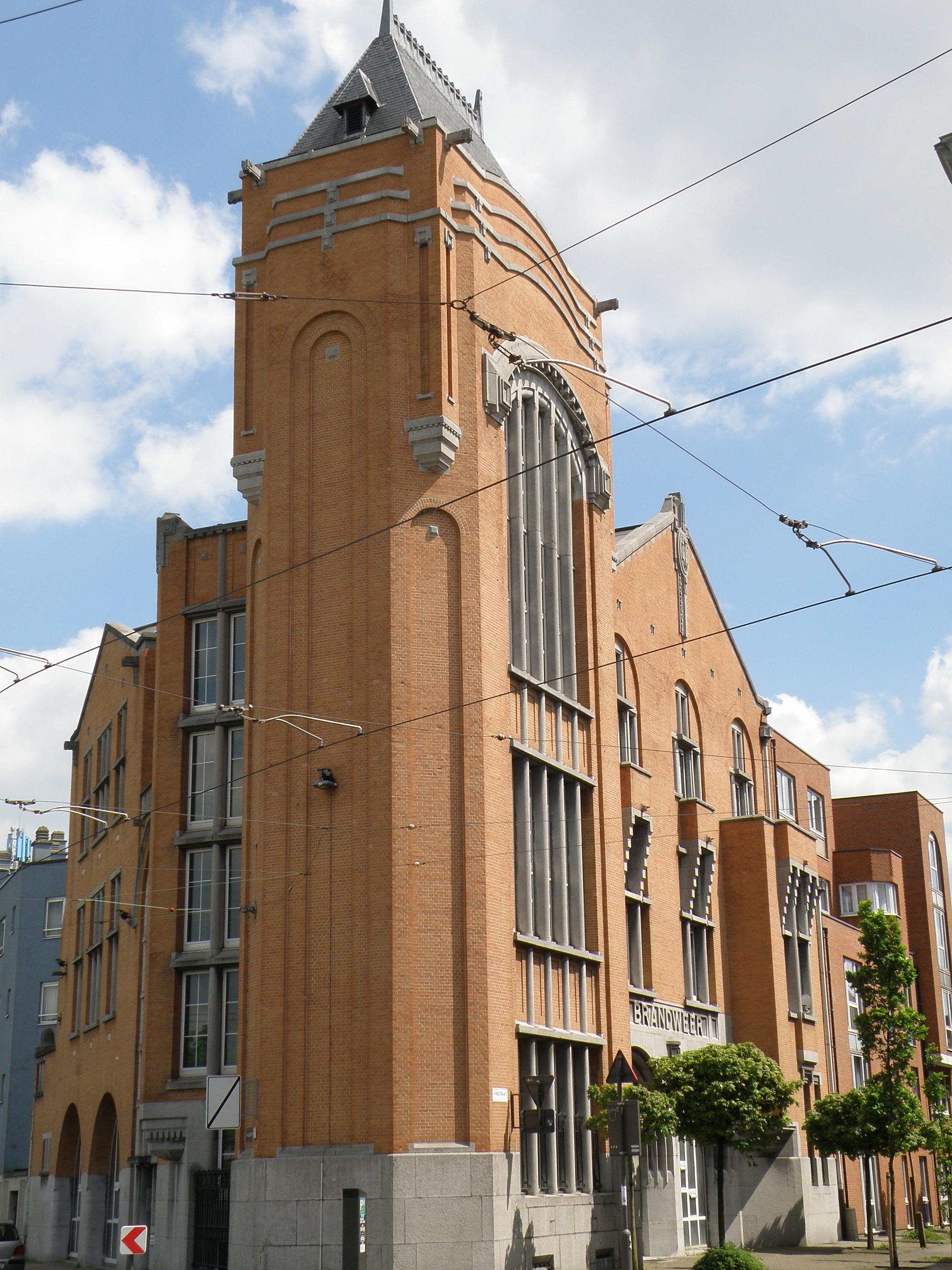
La caserne située sur Halenstraat.
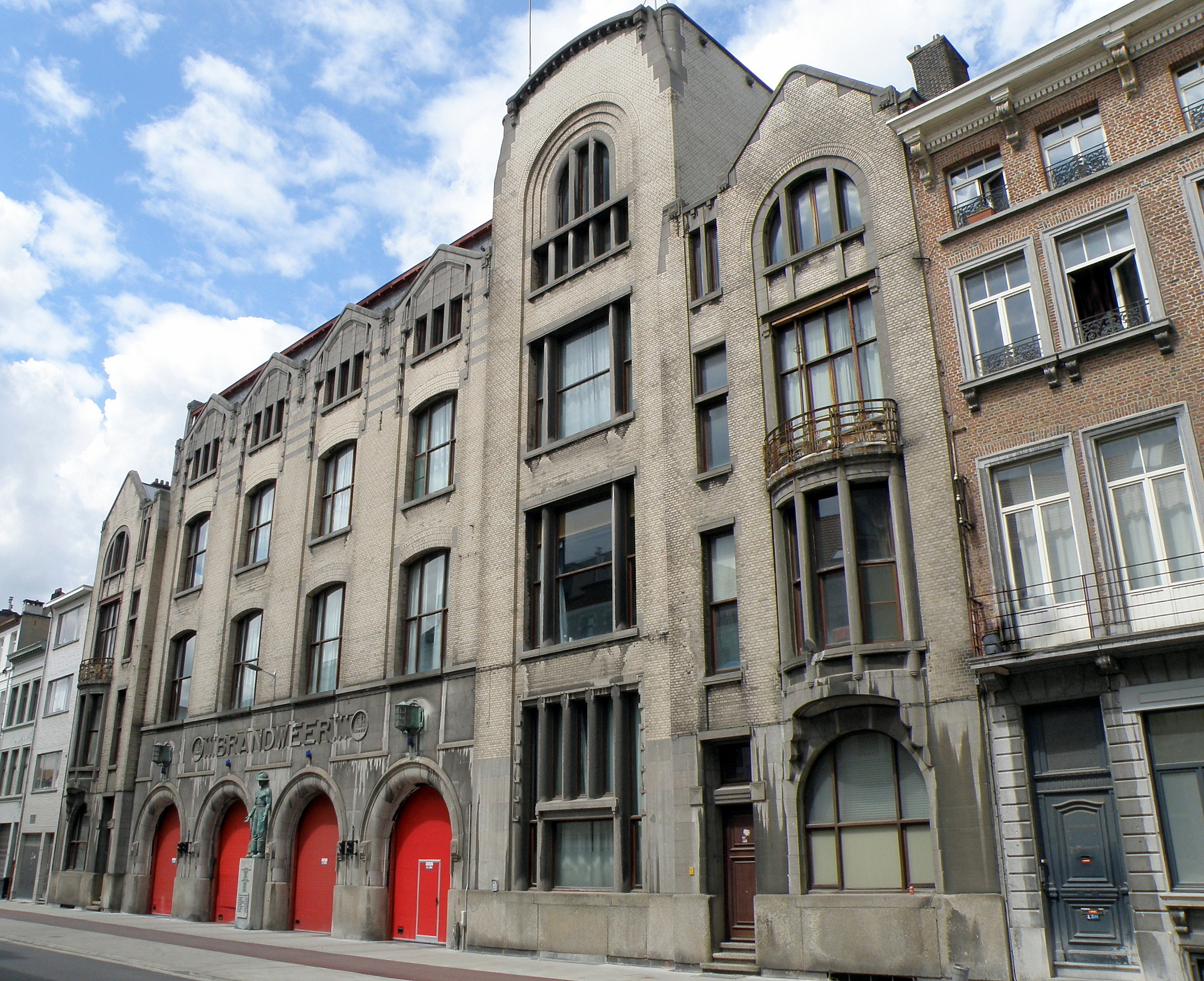
La caserne Sud située sur Paleisstraat.

## Images

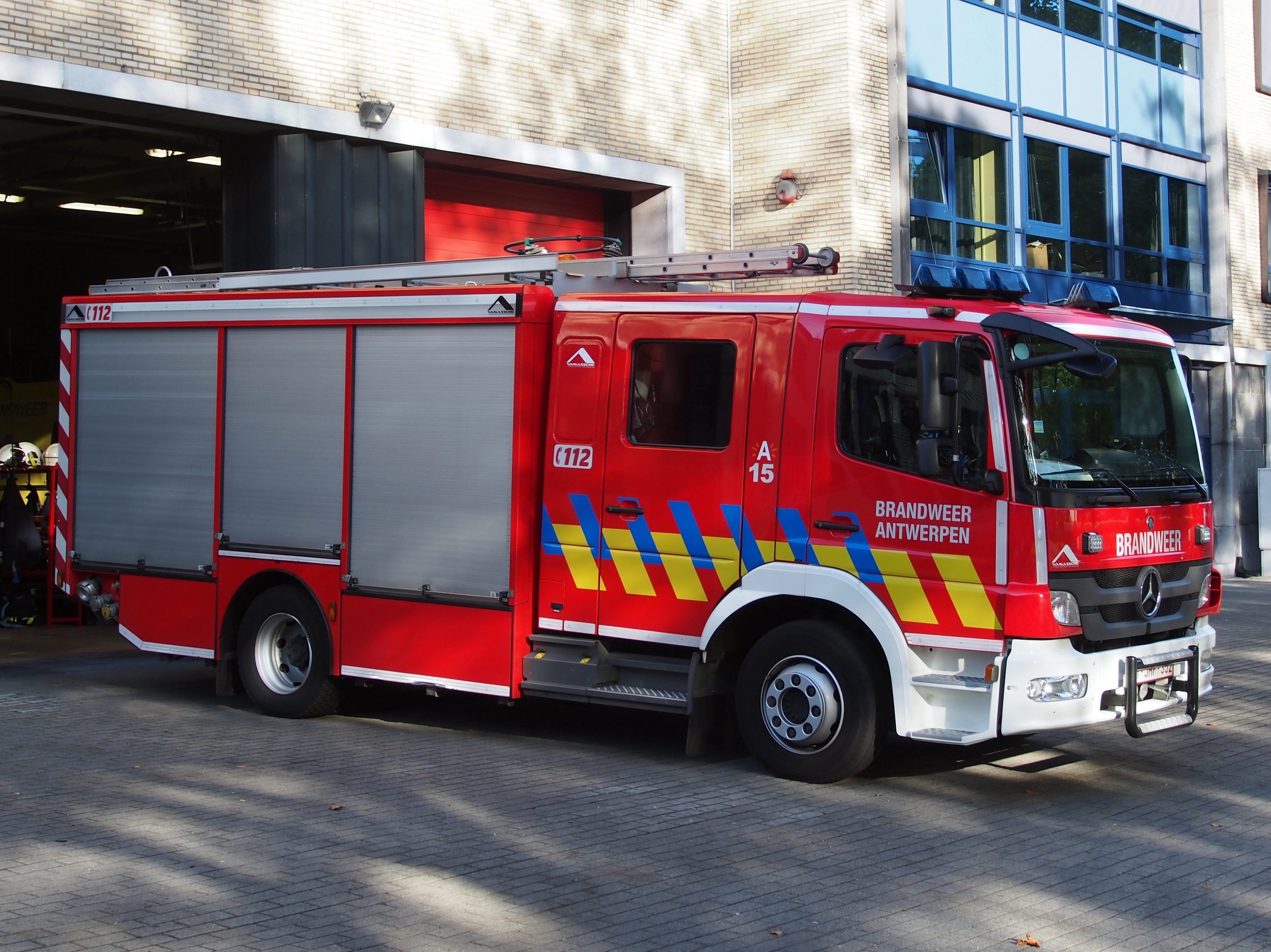
Autopompe sur châssis Mercedes-Benz Atego.
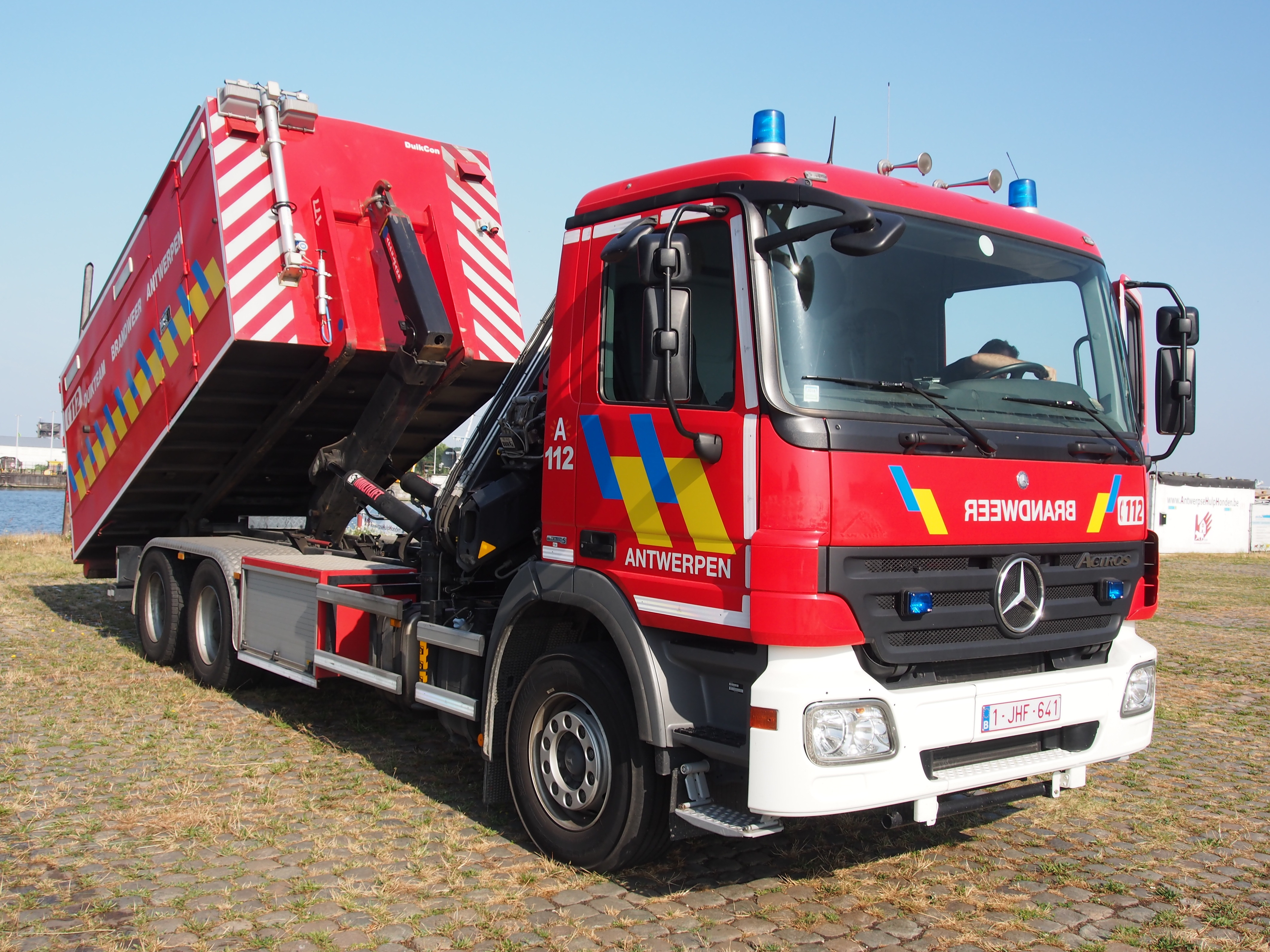
Porte-conteneurs sur châssis Mercedes-Benz Actros.
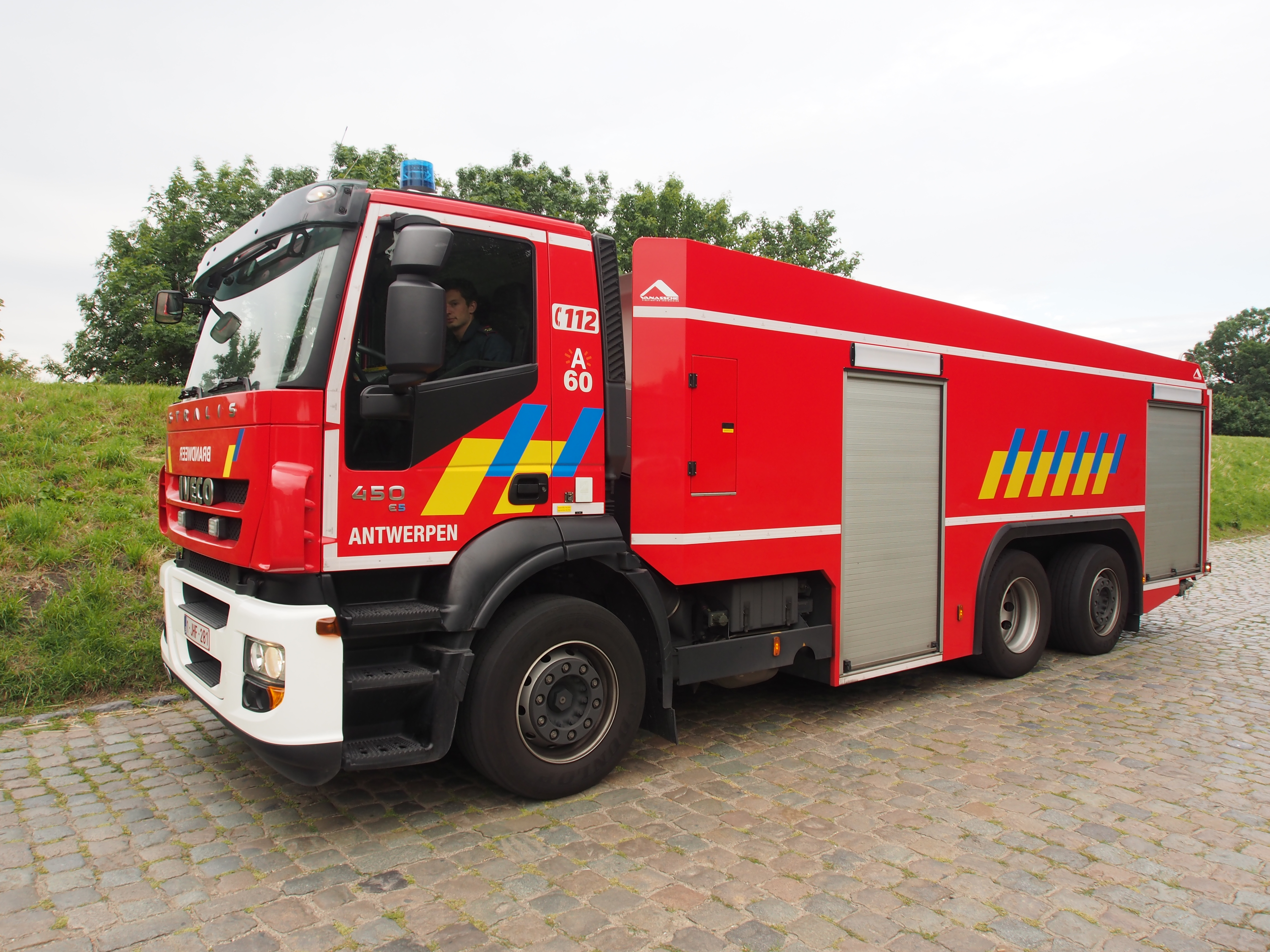
Camion-citerne sur châssis Iveco Stralis.
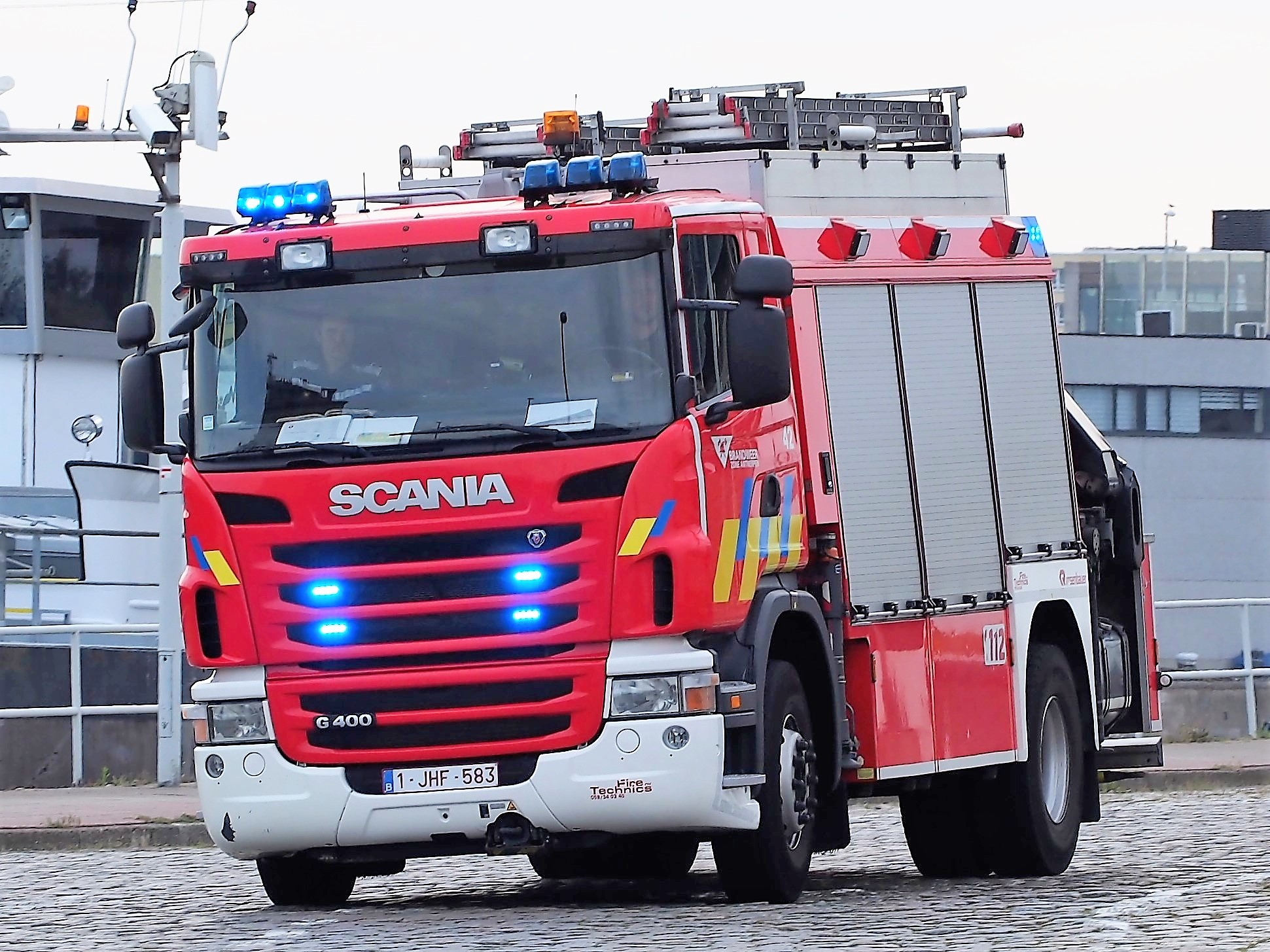
Camion de secours technique sur châssis Scania.
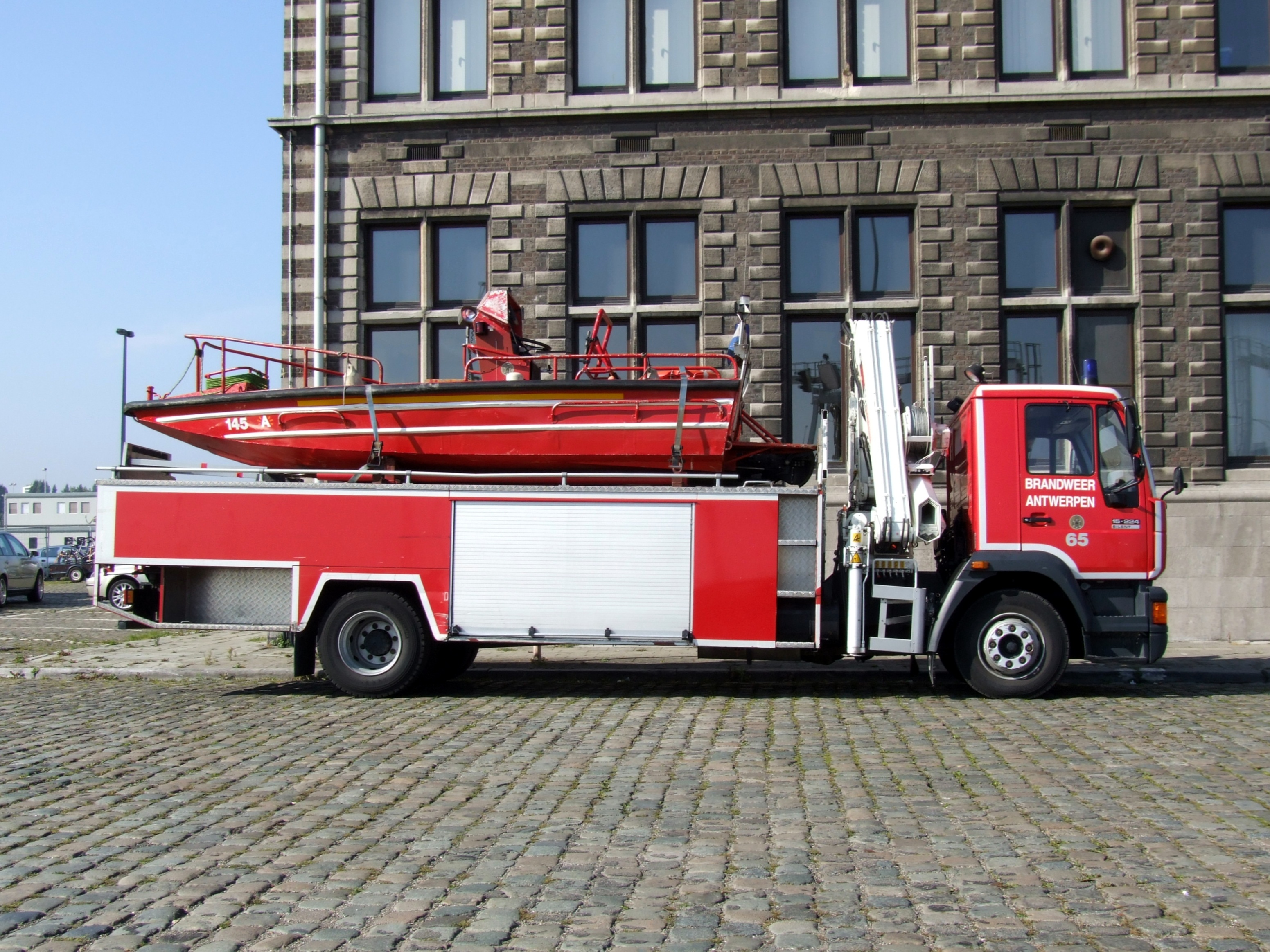
Camion plongeurs à la caserne principale d'Anvers.
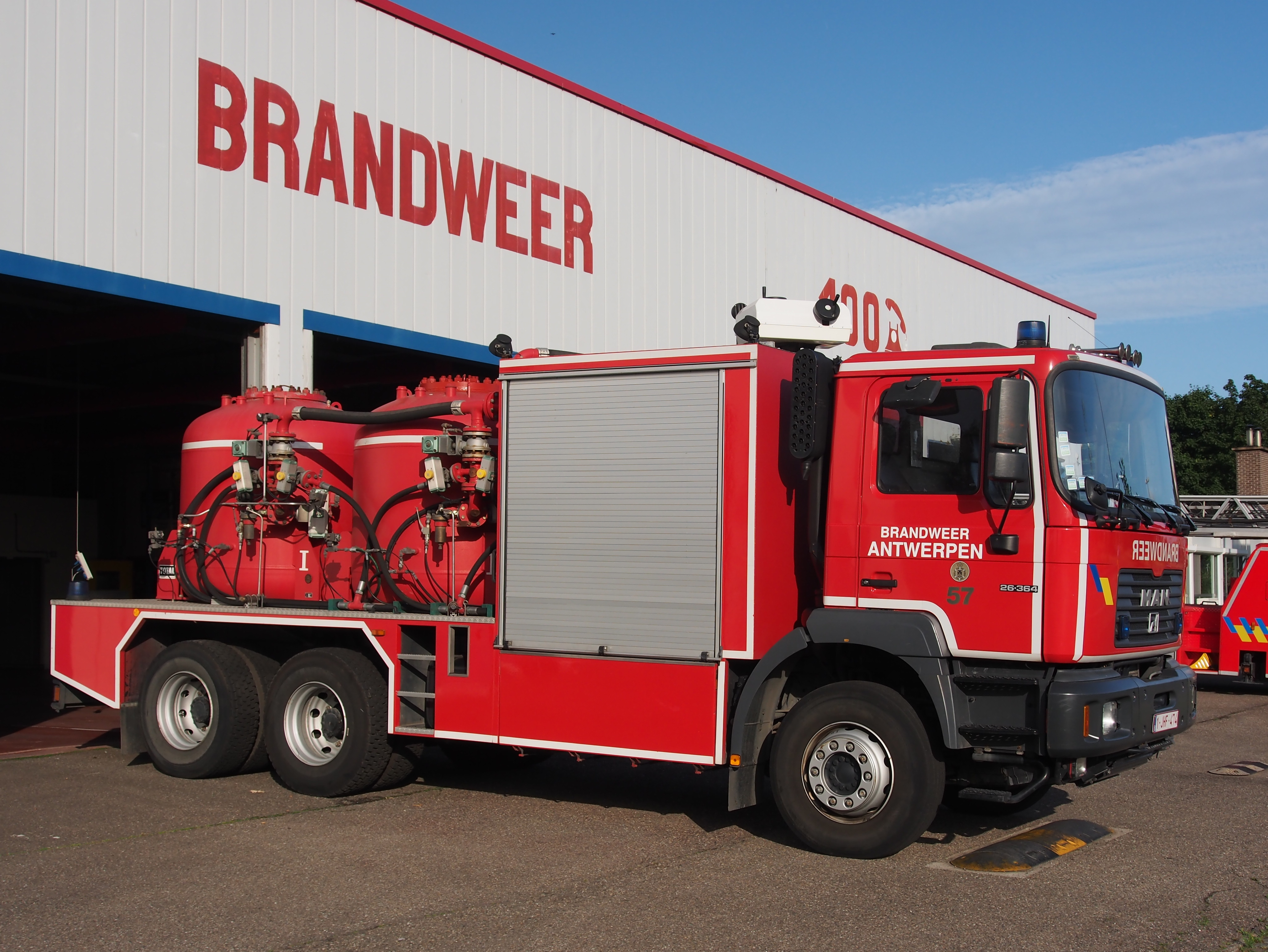
Camion poudre.

### Textes législatifs
- Arrêté Royal du 2 février 2009 déterminant la délimitation territoriale des zones de secours (Moniteur belge du 17 février 2009).